# ゾーリンゲン・トロリーバス
ゾーリンゲン・トロリーバス（ドイツ語: Oberleitungsbus Solingen）は、ドイツの都市・ゾーリンゲン市内に存在するトロリーバス。2020年時点で現存するドイツのトロリーバスの中で最大の路線網を有しており、エスリンゲン市が所有する公的会社であるシュタットベルケ・ゾーリンゲンによって運行が行われている。

## 概要
かつてゾーリンゲンには1896年に開通した路面電車網が存在したが、第二次世界大戦において甚大な被害を受け、戦後に復興が行われたものの、より運営コストが安いトロリーバスに置き換える事が1950年代に決定された。これに基づき1952年6月19日に最初の路線が営業運転を開始し、以降1959年までにゾーリンゲンの路面電車網はトロリーバスへ切り替えられた。その後は1980年、1981年、1983年に延伸が行われている。
一方、シュタットベルケ・ゾーリンゲンでは環境対策の一環として、リチウムイオン充電池を備え架線が設置されていない区間でも排気ガスを出す事無く走行可能なトロリーバス車両（Batterie-Oberleitungs-Busse、BOB）を導入し、2019年11月1日からそれまでのディーゼルバスに代わり695号線で使用している。これを含め、2021年現在ゾーリンゲンには以下の7系統のトロリーバスが運行している。
| 系統番号 | 経路                                                                             | 備考・参考                                                                                 |
| -------- | -------------------------------------------------------------------------------- | ------------------------------------------------------------------------------------------ |
| 681      | Solingen Hbf - Graf-Wilhelm-Platz - Hästen                                       |                                                                                            |
| 682      | Solingen Hbf - Wald Kirche - Central -Graf-Wilhelm-Platz - Höhscheid-Brockenberg |                                                                                            |
| 683      | Vohwinkel Bf - Central - Graf-Wilhelm-Platz - Krahenhöhe - Burger Bahnhof        | Vohwinkel Bf - W-Vohwinkel Schwebebahn、Burg Seilbahn - Burger Bahnhof間は非電化区間を走行 |
| 684      | Hasselstr - Stöckerberg - Graf-Wilhelm-Platz - Bf Mitte - Schule Widdert         |                                                                                            |
| 685      | Graf-Wilhelm-Platz - Birkerstr. - Kotten - Aufderhöhe                            |                                                                                            |
| 686      | Graf-Wilhelm-Platz - Mangenberg - Kotten - Aufderhöhe                            |                                                                                            |
| 695      | Abteiweg - Graf-Wilhelm-Platz - Meigen                                           | Abteiweg - Wasserturm、Bf Mitte - Meigen間は非電化区間を走行                               |

## 車両
2021年現在、ゾーリンゲン・トロリーバスで使用されている営業用車両は以下の通り。同年時点で使用されている車両は「第4世代」とも呼ばれる連節式のノンステップバスで、トロリーノ18を除く車両はディーゼルエンジンが搭載されており683号線の末端区間に存在する非電化区間ではこれを使用して走行する。また、これら以前に導入された過去の車両の一部については路線バス用車両や事業用車両と共にゾーリンゲン・トロリーバス博物館協会（Obus-Museum Solingen e.V.）による動態保存運転が行われている。
| 形式            | 車種                      | 両数 (2021年時点) | 備考                       |
| --------------- | ------------------------- | ----------------- | -------------------------- |
| プレミアAT18    | 連節バス ノンステップバス | 14両              |                            |
| AG300T          | 連節バス ノンステップバス | 18両              | [ 10 ]                     |
| スイストロリー3 | 連節バス ノンステップバス | 15両              | [ 11 ]                     |
| トロリーノ18    | 連節バス ノンステップバス | 4両               | リチウムイオン充電池を搭載 |

現有車両
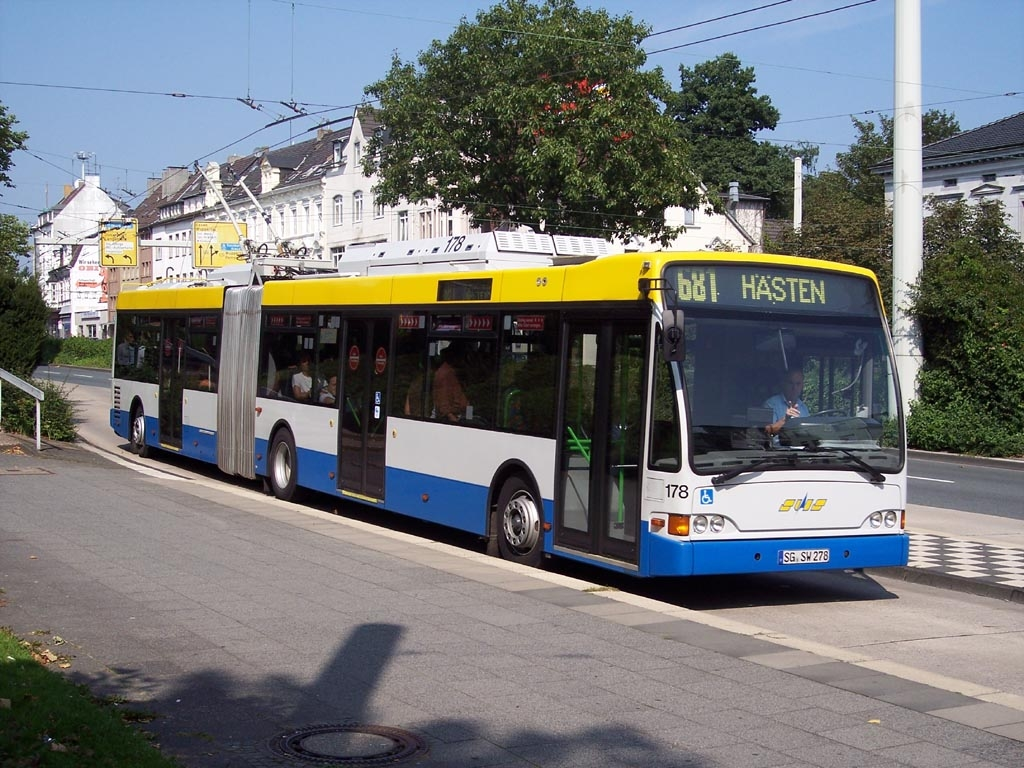
プレミア AT18（2005年撮影）
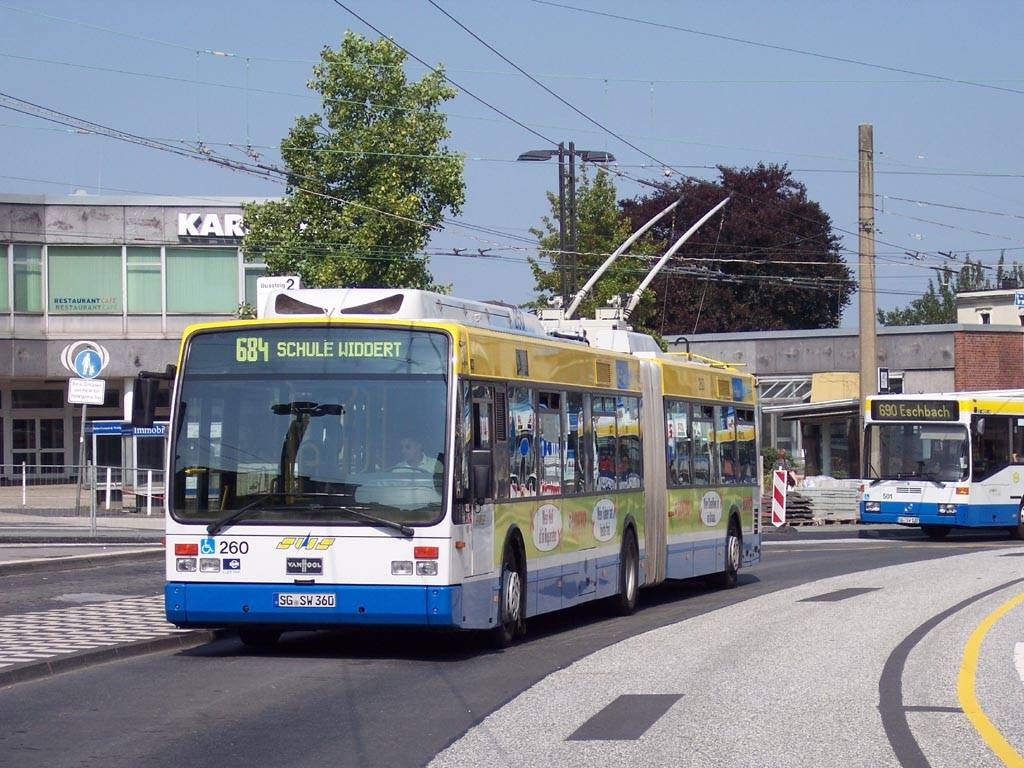
AG300T（2005年撮影）
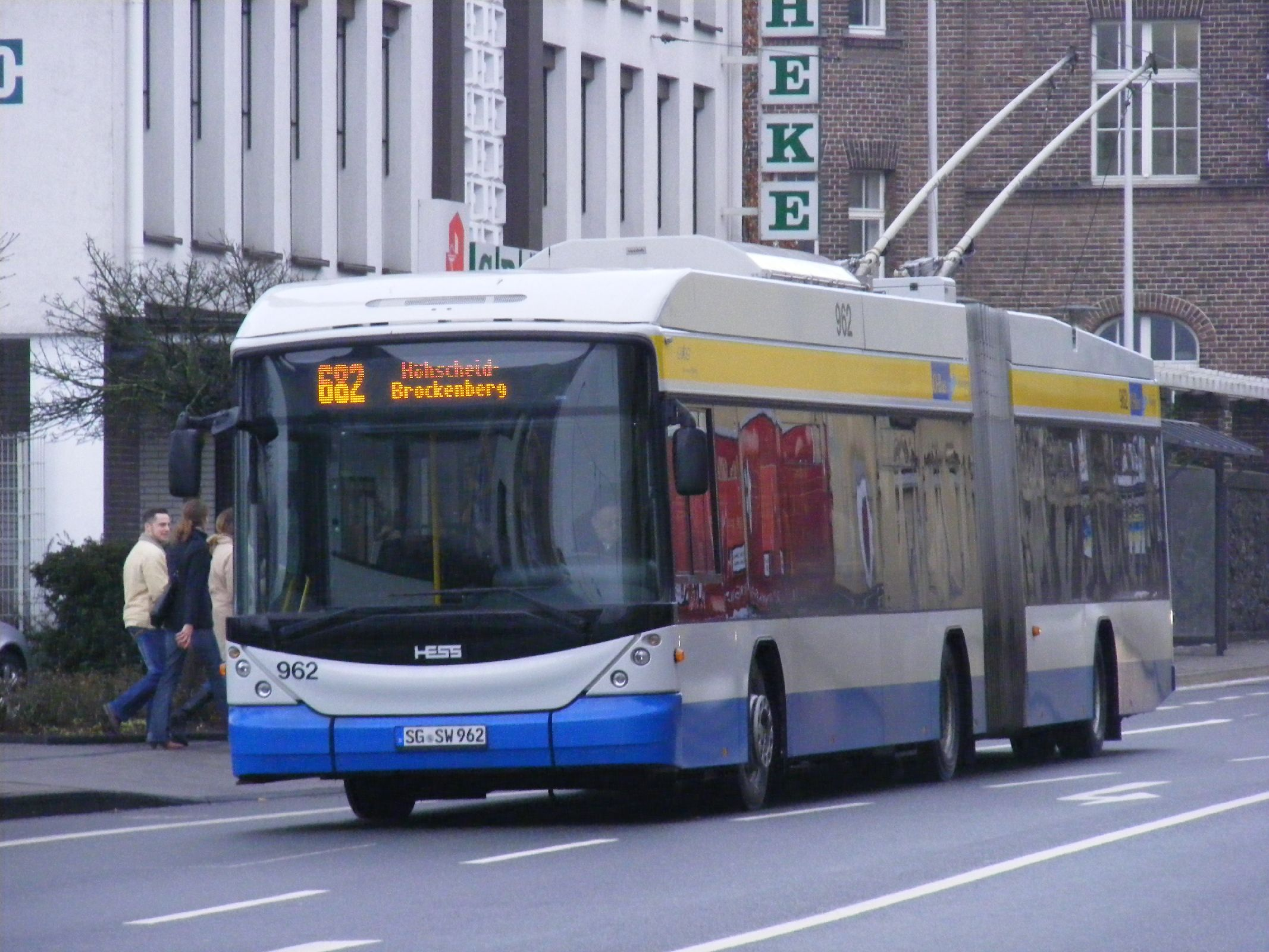
スイストロリー3（2010年撮影）
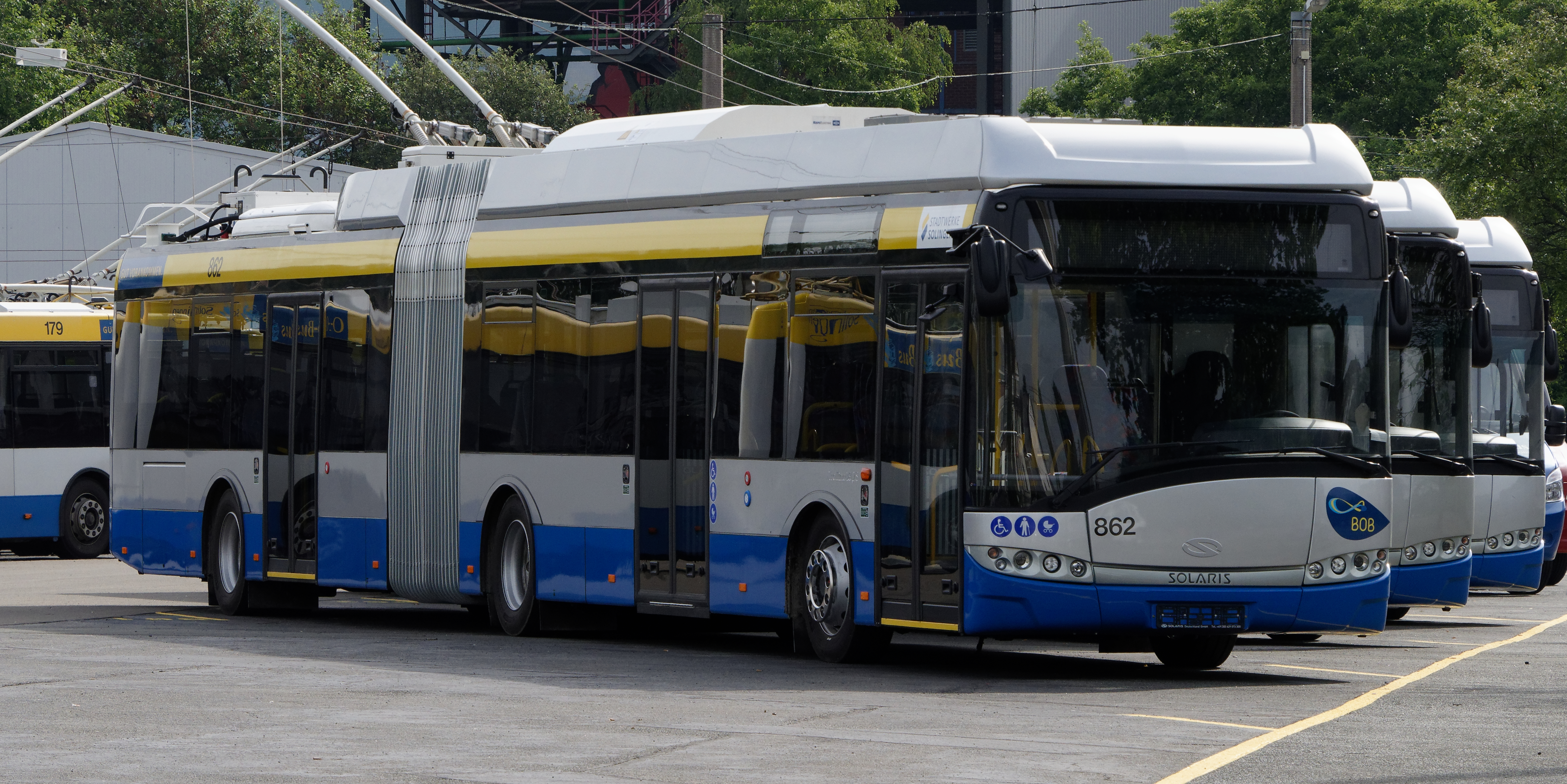
トロリーノ18（2018年撮影）

過去の車両
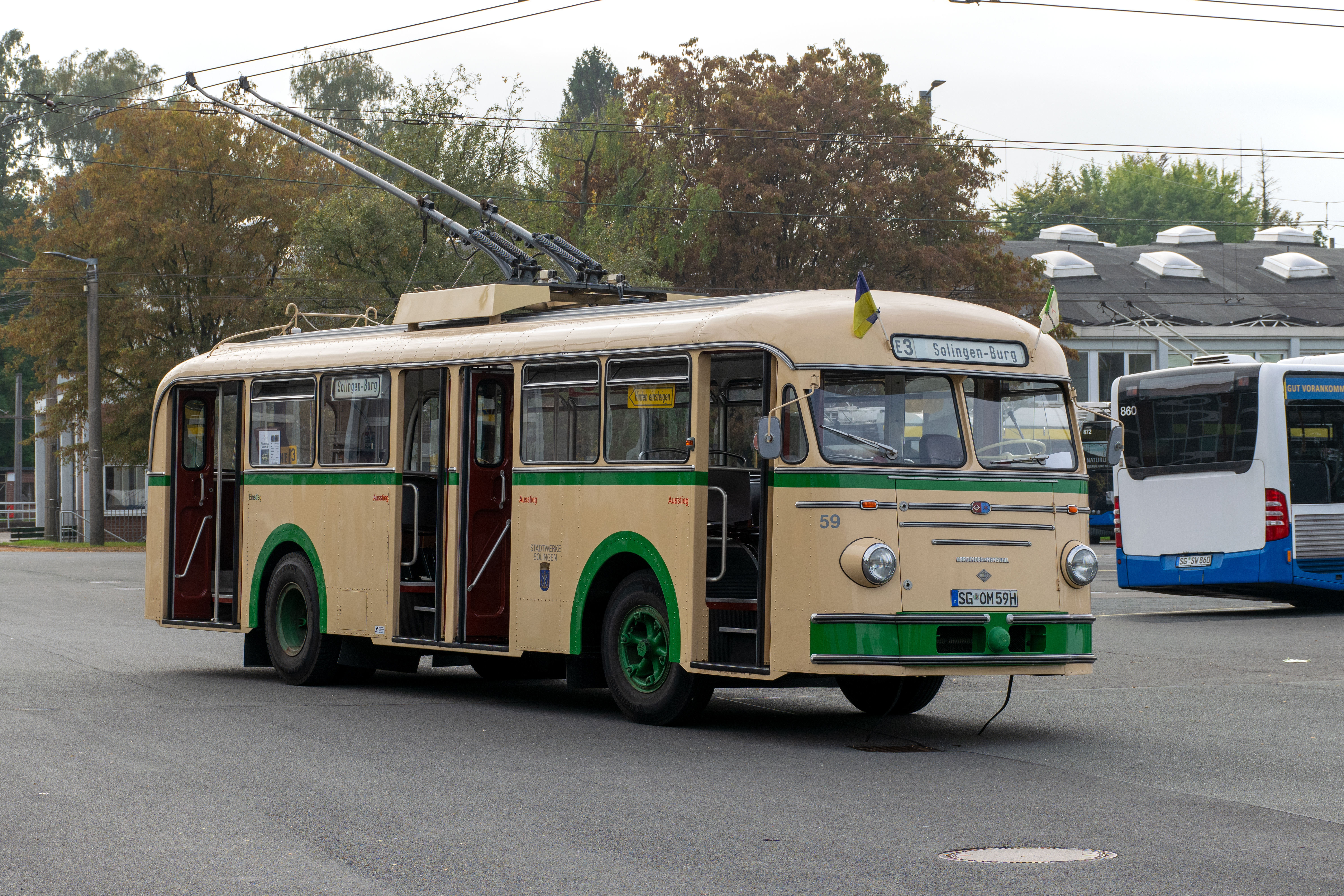
ヘンシェル-ユルディンゲン ÜH III（第1世代、2023年撮影）
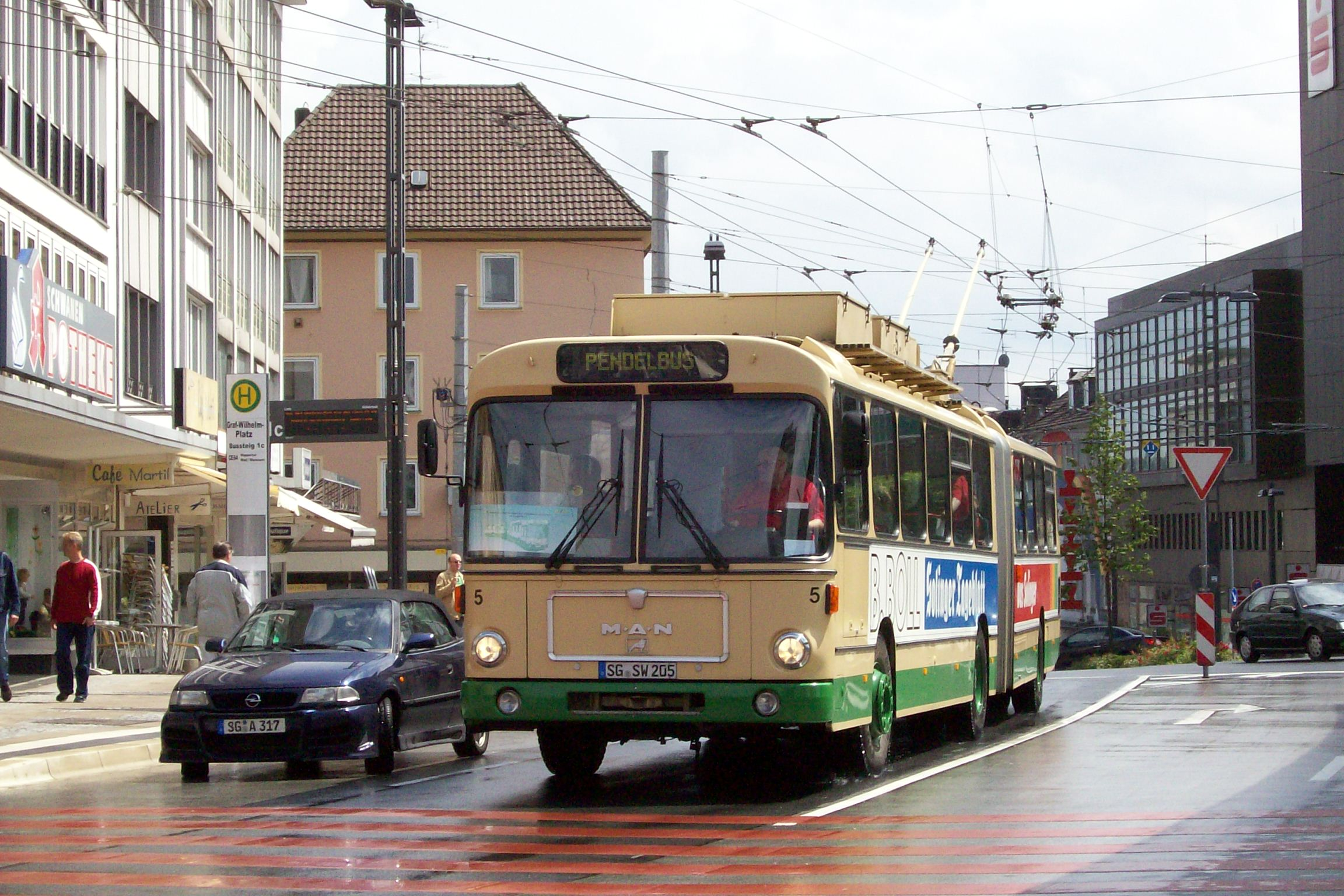
MAN SG 200 HO（第3世代、2007年撮影）
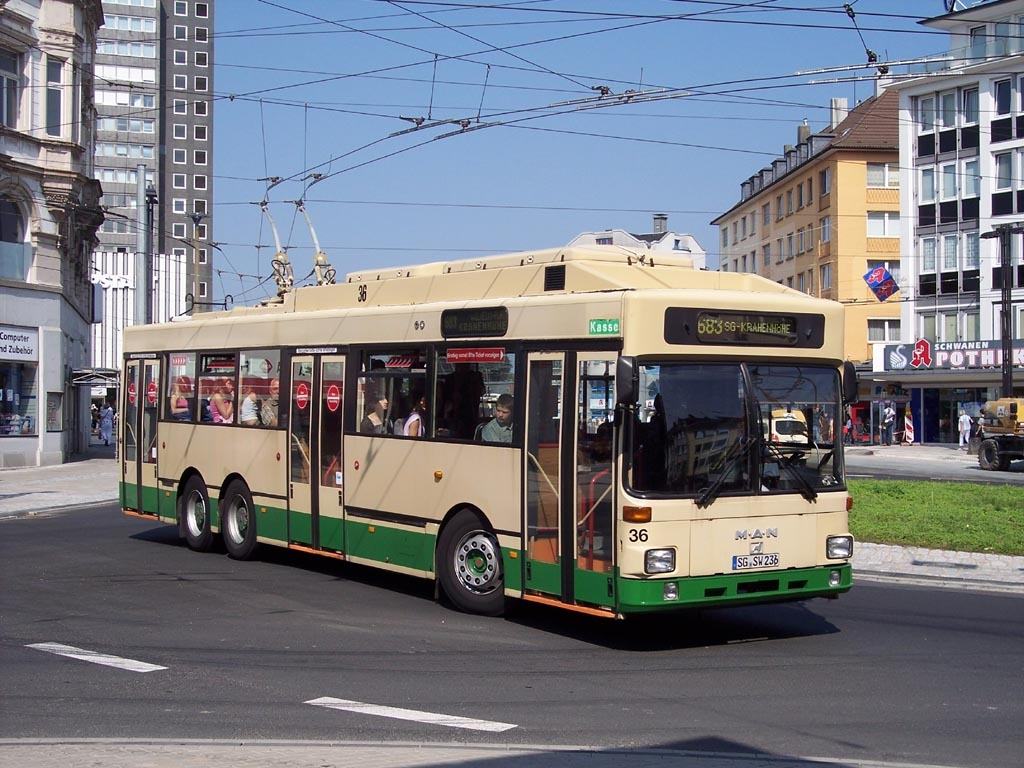
MAN SL 172 HO（第3世代、2005年撮影）

## 今後の予定
前述の通り、シュタットベルケ・ゾーリンゲンでは環境対策のためリチウムイオン充電池を搭載した排気ガスを出さないトロリーバス（BOB）を導入しディーゼルバスを置き換える計画を進めており、既に導入されている4両の連節バス（トロリーノ18）に加えてオプション権を用いて16両の追加発注を行っている他、2020年にはソラリスとキーペ・エレクトリックによるコンソーシアムの間に同様の機器を有する全長12 mのノンステップトロリーバスを新たに16両導入する契約を結んでいる。

## 関連項目

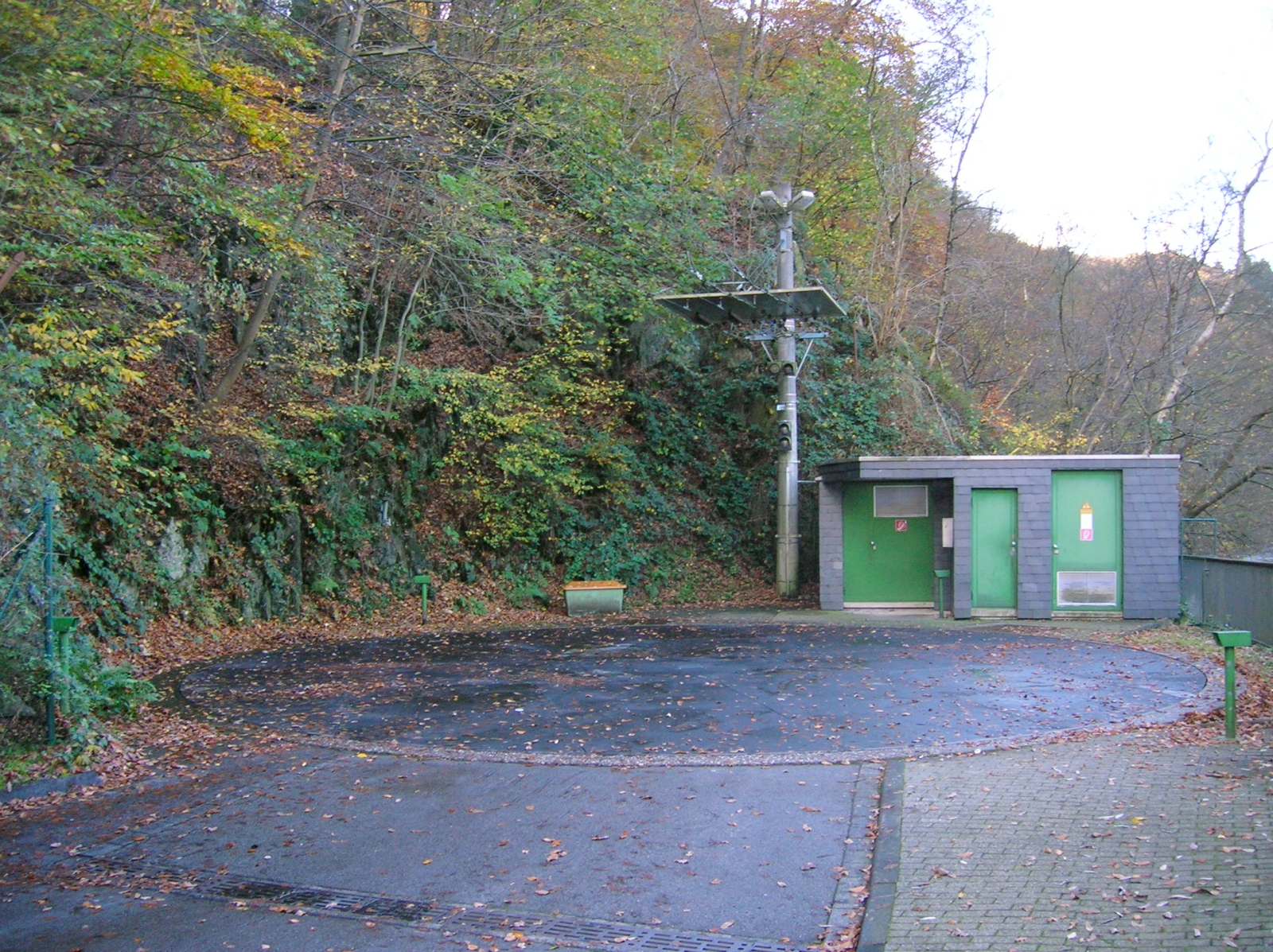
ウンターブルク・ターンテーブル（2011年撮影）

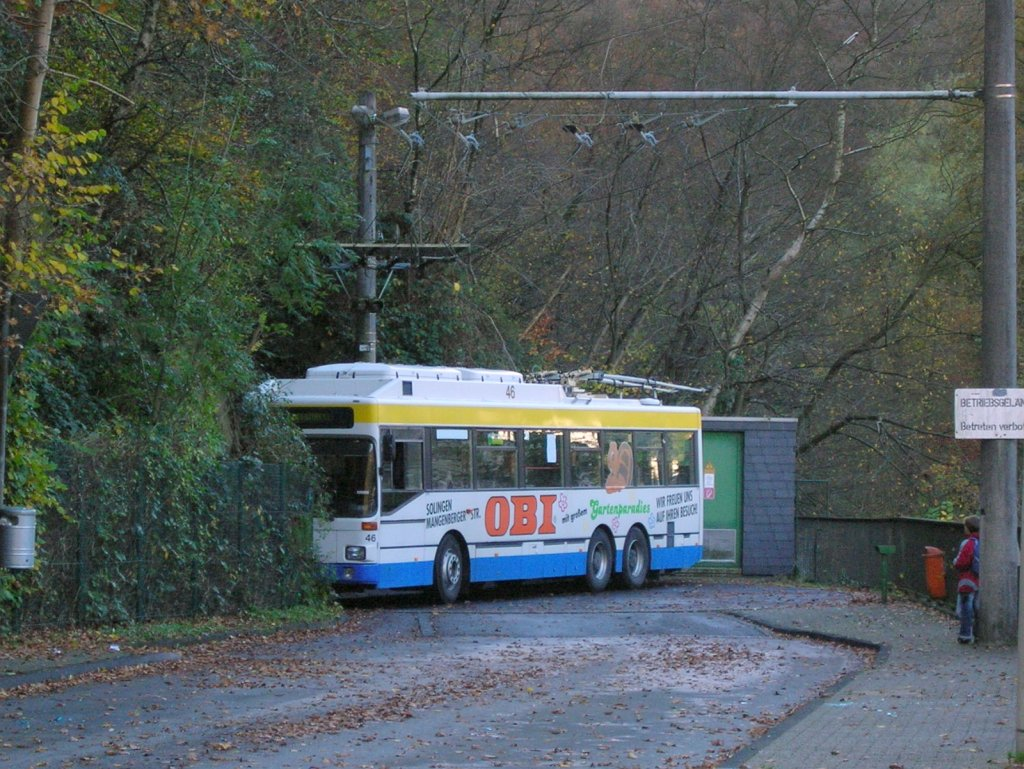
稼働中のターンテーブル（2011年撮影）